# Stuart (Name)
Stuart ist ein männlicher Vorname und Familienname.

## Herkunft und Bedeutung
Der Name bedeutet „Haushalter“. Die Herkunft liegt in mittelenglisch stiweard.

## Verbreitung
In England und Wales gehörte der Name von 1996 bis 1999 zu den Top-200 Namen. Danach war seine Vergabe bis in die 2010er Jahre stark rückläufig, seitdem wird er nur noch selten vergeben. Der Name belegte in Schottland von 1935 bis zum Jahr 2007 alljährlich einen Platz in den Top-100. Zwischen 1968 und 1993 lag er sogar stets in den Top-20. In Irland zählte der Name von Mitte der 1970er bis Anfang der 1980er Jahre und in Nordirland von 1997 bis 2000 zu den 100 beliebtesten Jungennamen.
Stuart wurde in den USA von 1880 bis 2003 jedes Jahr in der Namensgebung verwendet. Besonders beliebt war er von Anfang der 1940er bis Mitte der 1960er Jahre, in diesem Zeitraum gehörte er zu den Top-200. Ab den 1990er Jahren ging seine Beliebtheit stark zurück. In Kanada war der Name in den 1920er und 1960er Jahren kurzzeitig in den Top-100 anzutreffen. Seit 1980 wird er fast jährlich in der Namensgebung berücksichtigt.
Der Name befand sich in Australien von 1952 zum Ende der 1980er Jahre in den Top-100. Zwischen 1967 und 1969 belegte er mit Platz 31 die besten Platzierungen. In Neuseeland war er von 1900 bis zum Ende der 1980er Jahre fast immer unter den 100 meistvergebenen Jungennamen. Besonders beliebt war er zwischen Mitte der 1950er bis Mitte der 1970er Jahre.
In den Niederlanden ist der Name seit Anfang der 1950er Jahre jährlich in den Hitlisten anzutreffen, er ist aber nicht sonderlich beliebt. Der Name kommt in Frankreich nur sporadisch vor, von 1930 bis 2022 wurde er etwa 140 Mal vergeben. Auch in den nordischen Ländern Dänemark, Norwegen und Schweden kommt er eher selten vor.
Stuart wird in den deutschsprachigen Ländern Deutschland und Österreich bei der Namenswahl nur selten berücksichtigt. Mit Stand 2022 wurden in Österreich nur zwei Kinder so genannt. In der Schweiz tragen 212 Personen diesen Namen, wobei es scheinbar nur zugezogene Einwohner sind (Stand 2022).

## Varianten
- Steward
- Stewart
- Steuart
- Stu

## Namensträger

### Familienname

#### A
- Alex R. Stuart, Pseudonym von Stuart Gordon (Schriftsteller) (1947–2009), schottischer Schriftsteller
- Alexander Stuart, 5. Earl of Moray († 1701), schottischer Adliger
- Alexander Stuart, 5. Lord Blantyre († 1704), schottischer Adliger
- Alexander Stuart (Mediziner) (1673–1742), schottischer Mediziner und Naturphilosoph
- Alexander Stuart, 10. Lord Blantyre († 1783), schottischer Adliger
- Alexander Stuart (Politiker) (1824–1886), australischer Politiker
- Alexander Hugh Holmes Stuart (1807–1891), US-amerikanischer Politiker
- Alexander Mackenzie Stuart, Baron Mackenzie-Stuart (1924–2000), britischer Jurist und Richter
- Alice Jackson Stuart (1913–2001), US-amerikanische Pädagogin und Hochschullehrerin
- Anderson Thomas Peter Stuart (1856–1920), schottisch-australischer Physiologe
- Andrew Stuart (Politiker) (1823–1872), US-amerikanischer Politiker
- Andrew Stuart (Diplomat) (1928–2014), britischer Diplomat
- Andrew M. Stuart (* 1962), britischer Mathematiker
- Arbella Stuart (1575–1615), englische Adlige
- Archibald Stuart (1795–1855), amerikanischer Politiker

#### B
- Barbara Stuart (geb. McNeese; 1930–2011), US-amerikanische Schauspielerin
- Bérault Stuart d’Aubigny († 1508), französischer Adliger und Militär
- Bernard Stuart (1706–1755), schottischer Ordensgeistlicher, Architekt, Mathematiker und Uhrmacher
- Betty Ann Stuart (* 1950), US-amerikanische Tennisspielerin
- Bianca Stuart (* 1988), bahamaische Weitspringerin
- Brad Stuart (* 1979), kanadischer Eishockeyspieler

#### C
- Campbell Stuart (1885–1972), kanadischer Autor und Propagandist
- Carl Magnus Stuart (1650–1705), schwedischer Festungsbaumeister und Kammerheer
- Charles Stuart (General, 1753) (1753–1801), britischer General und Politiker
- Charles Stuart (General, um 1758) (um 1758–1828), britischer General
- Charles Stuart, 1. Baron Stuart de Rothesay (1779–1845), britischer Adliger und Diplomat
- Charles Stuart (General, 1810) (1810–1892), britischer General und Politiker
- Charles Stuart, 12. Lord Blantyre (1818–1900), britischer Adliger und Politiker
- Charles Stuart-Wortley (Politiker, 1802) (1802–1844), britischer Offizier und Politiker
- Charles Stuart-Wortley, 1. Baron Stuart of Wortley (1851–1926), britischer Adliger, Jurist und Politiker
- Charles Hepburn-Stuart-Forbes-Trefusis, 21. Baron Clinton (1863–1957), britischer Politiker (Conservative Party)
- Charles E. Stuart (Politiker) (Charles Edward Stuart; 1810–1887), US-amerikanischer Politiker
- Charles E. Stuart (Wirtschaftswissenschaftler) (Charles Edward Stuart; 1881–1943), US-amerikanischer Wirtschaftswissenschaftler
- Charles E. Stuart (Zahnmediziner) (Charles Edward Stuart; 1900–1982), US-amerikanischer Zahnmediziner
- Charles Edward Stuart (Bonnie Prince Charlie; 1720–1788), schottisch-englischer Thronprätendent
- Charles Edward Stuart, Graf Roehenstart (1784?–1854), passiver britischer Thronanwärter
- Charlotte Stuart (1753–1789), Tochter des jakobitischen Thronanwärters Charles Edward Stuart
- Chris Clark (Sängerin) (Christine Elizabeth Clark; * 1946), US-amerikanische Soul-, Jazz- und Blues-Sängerin
- Chris Clark (Eishockeyspieler) (* 1976), US-amerikanischer Eishockeyspieler und -trainer
- Chris Clark (Musiker) (Christopher Stephen Clark; * 1979), britischer Electronica-Musiker und Filmkomponist
- Chris Clark (Filmproduzent), britischer Filmproduzent
- Chris Stuart-Clark, britischer Schauspieler
- Colin Stuart (* 1982), US-amerikanischer Eishockeyspieler
- Conny Stuart (1913–2010), niederländische Sängerin und Schauspielerin

#### D
- Dan Stuart (* 1961), US-amerikanischer Musiker
- David Stuart (Kammerherr), Kammerherr von Karl X. Gustav
- David Stuart (Mediziner) (1753–um 1814), schottischer Arzt und Politiker
- David Stuart (Politiker) (1816–1868), US-amerikanischer Politiker
- David Stuart (Altamerikanist) (* 1965), US-amerikanischer Maya-Wissenschaftler und Hochschullehrer
- Douglas Stuart (Ruderer) (1885–1969), britischer Ruderer
- Douglas Stuart, 20. Earl of Moray (1928–2011), britischer Peer und Unternehmer
- Douglas Stuart (Schriftsteller) (* 1976), britisch-US-amerikanischer Schriftsteller
- Duane Reed Stuart (1873–1941), US-amerikanischer Klassischer Philologe
- Dudley Coutts Stuart (1803–1854), britischer Politiker, Mitglied des House of Commons
- Dugald Stuart, 2. Baronet († 1672), schottischer Adliger

#### E
- Eddie Stuart (1931–2014), südafrikanischer Fußballspieler
- Edward Montagu-Granville-Stuart-Wortley, 1. Earl of Wharncliffe (1827–1899), britischer Adliger und Politiker
- Edward Montagu-Stuart-Wortley (1857–1934), britischer General
- Edwin Sydney Stuart (1853–1937), US-amerikanischer Politiker
- Elisabeth Stuart (1596–1662), Kurfürstin von der Pfalz und Königin von Böhmen
- Elizabeth Stuart (* 1963), britische Theologin und Hochschullehrerin
- Elliot Stuart (* 1950), englischer Badmintonspieler
- Emmeline Stuart-Wortley (1806–1855), britische Schriftstellerin
- Eva Stuart-Watt (1891–1959), britische Missionarin, Autorin und Malerin
- Evelyn Stuart (1773–1842), britischer Offizier und Politiker

#### F
- Francis Stuart (Schriftsteller) (1902–2000), irischer Schriftsteller
- Francis Hamilton Stuart (1912–2007), australischer Diplomat
- Frederick Stuart (1751–1802), britischer Politiker
- Freundel Stuart (* 1951), barbadischer Politiker

#### G
- George Stuart d’Aubigny (1618–1642), schottisch-französischer Adliger
- George Stuart (Marineoffizier) (1780–1841), britischer Adliger und Rear-Admiral
- George Stuart, 14. Earl of Moray (1816–1895), britischer Adliger
- George E. Stuart III. († 2014), US-amerikanischer Archäologe
- Giacomo Rossi Stuart (1925–1994), italienischer Schauspieler
- Gilbert Stuart (1755–1828), amerikanischer Maler
- Gisela Stuart (* 1955), britische Politikerin
- Gloria Stuart (1910–2010), US-amerikanische Schauspielerin
- Graeme Stuart (1883–1953), britischer Komponist und Pianist, siehe Frank Tapp
- Graham Stuart (Schauspieler) (1900–1963), britischer Schauspieler
- Graham Stuart (Politiker) (* 1962), britischer Politiker
- Graham Stuart (Fußballspieler) (* 1970), englischer Fußballspieler

#### H
- Hamish Stuart (* 1949), schottischer Soulmusiker
- Harold Arthur Stuart (1860–1923), britischer Beamter in Indien
- Hefty Stuart (1912–1938), australischer Radrennfahrer
- Henri Stuart d’Aubigny (1616–1632), schottisch-französischer Adliger
- Henrietta Anne Stuart (1644–1670), französische Herzogin
- Henry Stuart, Lord Darnley (1545–1567), Ehemann von Maria Stuart, Titularkönig von Schottland
- Henry Stuart, Duke of Gloucester (1640–1660), englischer Prinz
- Henry Stuart (Politiker) (1804–1854), britischer Politiker
- Henry Stuart (Schauspieler) (eigentlich Court Hess; 1885–1948), Schweizer Schauspieler, Filmregisseur und Drehbuchautor
- Henry Villiers-Stuart, 1. Baron Stuart de Decies (1803–1874), britischer Adliger und Politiker
- Henry Benedict Stuart (1725–1807), britischer Kardinal und Thronprätendent
- Henry Carter Stuart (1855–1933), US-amerikanischer Politiker
- Henry Frederick Stuart, Prince of Wales (1594–1612), englischer Prinz
- Henry Windsor Villiers Stuart (1827–1895), britischer Politiker und Ägyptologe
- Herbert Akroyd Stuart (1864–1927), englischer Erfinder
- Herbert Arthur Stuart (1899–1974), Schweizer Physiker
- Hod Stuart (1879–1907), kanadischer Eishockeyspieler

#### I
- Ian Stuart, Pseudonym von Alistair MacLean (1922–1987), britischer Schriftsteller
- Ian Stuart, Künstlername von Ian Stuart Donaldson (1957–1993), britischer Sänger
- Ian Stuart (Rugbyspieler) (* 1961), kanadischer Rugby-Union-Spieler
- Imogen Stuart (1927–2024), deutsch-irische Bildhauerin

#### J
- Jacobo Fitz-James Stuart y Falcó (1878–1953), spanischer Diplomat
- Jake Stuart (* 1991), Fußballspieler für die Cookinseln
- James Stuart, 1. Baronet (of Bute) († 1662), schottischer Politiker
- James Stuart (Architekt) (1713–1788), englischer Architekt und Künstler
- James Stuart, 2. Earl of Bute († 1723), britischer Politiker
- James Stuart (Generalmajor) († 1793), britischer Generalmajor
- James Stuart (Generalleutnant) (1741–1815), britischer Generalleutnant und Kolonialgouverneur
- James Stuart, 1. Baronet (of Oxford) (1780–1853), kanadischer Jurist
- James Stuart, 1. Viscount Stuart of Findhorn (1897–1971), britischer Politiker
- James Stuart Mackenzie (1719–1800), britischer Politiker
- James Stuart-Smith (1919–2013), britischer Jurist
- James Stuart-Wortley, 1. Baron Wharncliffe (1776–1845), britischer Offizier, Adliger und Politiker
- James Stuart-Wortley (Politiker, 1805) (1805–1881), britischer Politiker und Jurist
- James Stuart-Wortley-Mackenzie (1747–1818), britischer Politiker und Offizier
- James Crichton-Stuart (1794–1859), britischer Politiker
- James Ewell Brown Stuart (1833–1864), US-amerikanischer General der Konföderierten
- James Fitz-James Stuart, 2. Duke of Berwick (James Francis Fitz-James Stuart; 1696–1738), spanischer und jakobitischer Adliger
- James Francis Edward Stuart (1688–1766), schottischer und englischer Thronprätendent
- James Patrick Stuart (* 1968), US-amerikanischer Schauspieler und Synchronsprecher
- Jamie Stuart (* 1976), englischer Fußballspieler
- Jane Stuart (1520–1563), schottische Hofdame und Mätresse
- Jane Stuart-Wortley (1820–1900), britische Philanthropin
- Jeb Stuart (1833–1864), amerikanischer General, siehe James Ewell Brown Stuart
- Jeb Stuart (Drehbuchautor) (* 1956), US-amerikanischer Drehbuchautor, Produzent und Regisseur
- Johan Stuart (* 1981), schwedischer Politiker (Moderata samlingspartiet), Staatssekretär
- John Stuart, 3. Earl of Bute (1713–1792), britischer Politiker
- John Stuart, 1. Marquess of Bute (1744–1814), britischer Adliger
- John Stuart (General) (1759–1815), britischer Generalleutnant
- John Stuart, Viscount Mount Stuart (1767–1794), britischer Politiker
- John Stuart (Entdecker) (1780–1847), schottisch-kanadischer Forschungsreisender und Pelzhändler
- John Stuart (Schauspieler) (1898–1979), englischer Schauspieler
- John Crichton-Stuart, 2. Marquess of Bute (1793–1848), britischer Adliger, Industrieller und Politiker
- John Crichton-Stuart, 3. Marquess of Bute (1847–1900), britischer Adliger, Wissenschaftler und Industrieller
- John Crichton-Stuart, 4. Marquess of Bute (1881–1947), britischer Adliger und Politiker
- John Crichton-Stuart, 5. Marquess of Bute (1907–1956), britischer Adliger
- John Crichton-Stuart, 6. Marquess of Bute (1933–1993), britischer Adliger
- John Colum Crichton-Stuart, 7. Marquess of Bute (* 1958), britischer Automobilrennfahrer, siehe Johnny Dumfries
- John Stuart-Wortley, 2. Baron Wharncliffe (1801–1855), britischer Adliger und Politiker
- John McDouall Stuart (1815–1866), australischer Entdecker
- John T. Stuart (1807–1885), US-amerikanischer Politiker
- John Trevor Stuart (1929–2023), britischer Mathematiker

#### K
- Katie Stuart (Schauspielerin, 1984) (* 1984), US-amerikanische Schauspielerin
- Katie Stuart (Schauspielerin, 1985) (* 1985), kanadische Schauspielerin
- Kenneth Stuart (1891–1945), kanadischer Generalleutnant
- Kim Rossi Stuart (* 1969), italienischer Schauspieler und Filmregisseur

#### L
- Leslie Stuart (1864–1928), englischer Komponist
- Louisa Stuart (1757–1851), britische Schriftstellerin
- Louisa Maria Theresa Stuart (1692–1712), schottische Adlige
- Lyle Stuart (1922–2006), US-amerikanischer Herausgeber

#### M
- Margaret Stuart (Leichtathletin) (1934–1999), neuseeländische Leichtathletin
- Maria Stuart (1542–1587), Regentin von Schottland
- Maria Henrietta Stuart (1631–1660), englisch-schottische Prinzessin
- Mark Stuart (* 1984), US-amerikanischer Eishockeyspieler und -trainer
- Martin Stuart-Fox (* 1939), australischer Wissenschaftler, Hochschullehrer und Autor
- Marty Stuart (* 1958), US-amerikanischer Country-Sänger
- Maurus Stuart (1664–1720), Abt des Regensburger Schottenklosters
- Maxine Stuart (1918–2013), US-amerikanische Schauspielerin
- Meg Stuart (* 1965), US-amerikanische Tänzerin und Choreografin
- Mel Stuart (1928–2012), US-amerikanischer Regisseur und Produzent
- Michael Stuart (* 1975), puerto-ricanischer Musiker
- Michael Stuart (Saxophonist) (* 1948), jamaikanischer Jazzmusiker
- Michelle Stuart (* 1933), US-amerikanische Malerin und Bildhauerin
- Mike Stuart (* 1981), US-amerikanischer Eishockeyspieler

#### N
- Nicola Stuart-Hill (* 1979), britische Schauspielerin
- Ninian Crichton-Stuart (1883–1915), britischer Politiker und Offizier

#### P
- Patrick William Stuart-Menteath (1845–1925), britischer Geologe
- Pedro Fitz-James Stuart (1720–1791), spanischer Admiral
- Philip Stuart (1760–1830), amerikanischer Politiker

#### R
- Randy Stuart (1924–1996), US-amerikanische Schauspielerin
- Robert Stuart, Duke of Kintyre and Lorne (1602–1602), schottischer Prinz
- Robert Stuart, 11. Lord Blantyre (1777–1830), britischer Adliger, Militär und Politiker
- Robert Stuart d’Aubigny (1470–1544), schottisch-französischer Adliger
- Robert Douglas Stuart Jr. (1916–2014), US-amerikanischer Unternehmer und Diplomat
- Robert L. Stuart (1806–1882), amerikanischer Unternehmer, Sammler und Philanthrop
- Roy Stuart (Schauspieler) (1927–2005), US-amerikanischer Schauspieler
- Roy Stuart (Fotograf) (* 1955), US-amerikanischer Aktfotograf und Regisseur
- Roy Stuart (American Footballer) (1920–2013), US-amerikanischer American Footballer
- Roy Stewart (1925–2008), britischer Schauspieler und Stuntman
- Roy Stewart (Stummfilmschauspieler) (1883–1933), US-amerikanischer Stummfilmschauspieler, Schauspieler und Drehbuchautor
- Roy Stewart (American Footballer) (1901–1980), US-amerikanischer American Footballer
- General Roy Stewart, fiktionaler Character in der TV-Serie Arrow (Fernsehserie)
- Roy C. Stewart (1892–1981), US-amerikanischer Techniker und Erfinder
- Ruth McEnery Stuart (1852–1917), US-amerikanische Schriftstellerin

#### S
- Susan Stuart Frackelton (1848–1932), US-amerikanische Malerin und Keramikkünstlerin

#### T
- Tom Stuart-Smith (* 1960), englischer Gartengestalter

#### V
- Valentina Rossi Stuart, italienische Schauspielerin und Stuntfrau
- Vivian Stuart (1914–1986), britischen Autorin

#### W
- Walker Stuart (1920–2007), US-amerikanischer Filmregisseur und Filmproduzent
- Walter Stuart, 6. Lord Blantyre (1683–1713), schottisch-britischer Adliger und Politiker
- Will Stuart (* 1996), englischer Rugby-Union-Spieler
- William Stuart (Erzbischof) (1755–1822), britischer Geistlicher, Erzbischof von Armagh
- William Stuart (Marineoffizier) (1778–1814), britischer Marineoffizier und Politiker
- William Stuart (Politiker, 1798) (1798–1874), britischer Politiker, Abgeordneter im House of Commons
- William Stuart (Politiker, 1825) (1825–1893), britischer Politiker, Abgeordneter im House of Commons
- William Stuart (Fußballspieler) (1890–??), englischer Fußballspieler
- William Stuart (Produzent), Filmproduzent
- William James Cohen Stuart (1857–1935), niederländischer Marineoffizier und Politiker
- William Hodgson Stuart (1879–1907), kanadischer Eishockeyspieler, siehe Hod Stuart
- William L. Stuart (1912–1988), US-amerikanischer Drehbuchautor und Produzent

#### Y
- Yashira Rhymer-Stuart (* 1997), Leichtathletin von den amerikanischen Jungferninseln

### Vorname
- Stuart Adamson (1958–2001), schottischer Musiker
- Stuart Appleby (* 1971), australischer Golfer
- Stuart Baird (* 1947), britischer Regisseur, Produzent und Filmeditor
- Stuart Bingham (* 1976), englischer Snookerspieler
- Stuart Yarworth Blanch (1918–1994), britischer Geistlicher, Erzbischof von York
- Stuart Brehaut (* 1978), australischer Badmintonspieler
- Stuart Bunce (* 1971), britischer Schauspieler
- Stuart Thomas Butler (1926–1982), australischer Physiker
- Stuart Christie (1946–2020), britischer Anarchist
- Stuart Joseph Clancy, bekannt als Stu Clancy (1906–1965), US-amerikanischer American-Football-Spieler
- Stuart Cloete (1897–1976), südafrikanischer Schriftsteller
- Stuart Conquest (* 1967), englischer Schachspieler
- Stuart Craig (* 1942), britischer Szenenbildner
- Stuart Curtis (1954–2012), US-amerikanischer Jazzmusiker
- Stuart Damon (1937–2021), US-amerikanischer Schauspieler
- Stuart Davis (1894–1964), amerikanischer Maler
- Stuart Dryburgh (* 1952), britischer Kameramann
- Stuart Easton (* 1983), britischer Motorradrennfahrer
- Stuart Erwin (1903–1967), US-amerikanischer Schauspieler
- Stuart Feldman, US-amerikanischer Informatiker
- Stuart Freeborn (1914–2013), britischer Maskenbildner
- Stuart Freeman (* 1954), britischer Radiomoderator
- Stuart Gillard (* 1950), kanadischer Regisseur und Drehbuchautor
- Stuart Gomez (* 1982), australischer Badmintonspieler
- Stuart Gordon (1947–2020), US-amerikanischer Regisseur, Produzent und Drehbuchautor
- Stuart Graham (* 1942), britischer Motorrad- und Automobilrennfahrer
- Stuart Hall (1932–2014), englischer Soziologe
- Stuart Hall, englischer Jazzmusiker
- Stuart Hamblen (1908–1989), US-amerikanischer Country-Musiker
- Stuart Hamm (* 1960), US-amerikanischer Bassgitarrist
- Stuart Hayes (* 1979), britischer Triathlet
- Stuart Holden (* 1985), schottisch-US-amerikanischer Fußballspieler
- Stuart Hood (1915–2011), schottischer Schriftsteller, Übersetzer und Fernsehmacher
- Stuart Immonen, kanadischer Comiczeichner
- Stuart Jenks (* 1948), deutsch-amerikanischer Historiker, Mediävist und Hochschullehrer
- Stuart Kaminsky (1934–2009), US-amerikanischer Schriftsteller
- Stuart Kauffman (* 1939), US-amerikanischer Biologe
- Stuart N. Lake (1889–1964), US-amerikanischer Autor
- Stuart Lewis-Evans (1930–1958), britischer Formel-1-Rennfahrer
- Stuart Lodge (* 1988), kanadischer Biathlet
- Stuart MacBride (* 1969), schottischer Schriftsteller
- Stuart Edward Mann (1905–1986), britischer Sprachwissenschaftler
- Stuart Margolin (1940–2022), US-amerikanischer Schauspieler, Regisseur und Drehbuchautor
- Stuart McCall (* 1964), schottischer Fußballspieler
- Edward Stuart McDougall, (1886–1957), kanadischer Richter am Internationalen Militärgerichtshof für den Fernen Osten
- Stuart McKay (* ≈1915), US-amerikanischer Jazzmusiker
- Stuart Musialik (* 1985), australischer Fußballspieler
- Stuart A. Newman (* 1945), US-amerikanischer Biologe
- Stuart O’Grady (* 1973), australischer Radrennfahrer
- Stuart H. Pappé (* 1936), US-amerikanischer Filmeditor
- Stuart Parkin (* 1955), britischer Physiker
- Stuart Parnaby (* 1982), englischer Fußballspieler
- Stuart Pearce (* 1962), englischer Fußballspieler
- Stuart Pearson (* 1949), englischer Fußballspieler
- Stuart Pettman (* 1975), englischer Snookerspieler
- Stuart Pigott (* 1960), englischer Weinkritiker und Journalist
- Stuart Price (* 1977), britischer Musiker und Musikproduzent
- Stuart F. Reed (1866–1935), US-amerikanischer Politiker
- Stuart A. Rice (1932–2024), amerikanischer Chemiker und Physiker
- Stuart Roosa (1933–1994), US-amerikanischer Astronaut
- Stuart Rosenberg (1927–2007), US-amerikanischer Regisseur
- Stuart Schreiber (* 1956), US-amerikanischer Biochemiker
- Stuart Shaw (* 1977), australischer Radrennfahrer
- Stuart Soroka (* 1970), kanadischer Politikwissenschaftler
- Stuart Sutcliffe (1940–1962), schottischer Maler und Musiker, frühes Mitglied der Beatles
- Stuart Symington (1901–1988), US-amerikanischer Politiker
- Stuart Taylor (* 1980), englischer Fußballspieler
- Stuart Tinney (* 1964), australischer Vielseitigkeitsreiter
- Stuart Tosh (* 1951), britischer Schlagzeuger
- Stuart Townsend (* 1972), irischer Schauspieler
- Stuart Whitman (1928–2020), US-amerikanischer Schauspieler
- Stuart Wilson (* 1946), britischer Schauspieler
- Stuart Zender (* 1974), britischer Bassist, Komponist und Musikproduzent

### Zwischenname
- Patrick Maynard Stuart Blackett (1897–1974), englischer Physiker
- James Stuart Blackton (1875–1941), britisch-US-amerikanischer Karikaturist, Filmproduzent und Regisseur
- Michael Stuart Brown (* 1941), US-amerikanischer Genetiker
- Spencer Stuart Dickson (1873–1951), britischer Diplomat
- Ian Stuart Donaldson (1957–1993), britischer Musiker
- Henry Stuart Foote (1804–1880), US-amerikanischer Politiker
- Henry Stuart Jones (1867–1939), britischer Klassischer Philologe und Historiker
- James Stuart Jones (* 1948), anglikanischer Geistlicher, Bischof von Liverpool
- Richard Stuart Lake (1860–1950), kanadischer Politiker (Saskatchewan)
- Jeb Stuart Magruder (1935–2014), US-amerikanischer Politiker
- Mary Stuart Masterson (* 1966), US-amerikanische Schauspielerin
- John Stuart Mill (1806–1873), englischer Philosoph und Ökonom
- Philip Stuart Milner-Barry (1906–1995), britischer Schachspieler
- George Stuart Robertson (1872–1967), britischer Leichtathlet und Tennisspieler
- Dorothy Stuart Russell (1895–1983), britische Pathologin
- Johann George Otto Stuart von Schmidt auf Altenstadt (1806–1857), Gouverneur von Suriname
- Blanche Stuart Scott (1889–1970), US-amerikanische Pilotin
- George Stuart White (1835–1912), britischer Feldmarschall
- Ronald Stuart Thomas (1913–2000), walisischer Lyriker

### Fiktive Personen
- Percy Stuart, Protagonist einer Abenteuer-Fernsehserie
- Ulrike Maria Stuart, erdacht von Elfriede Jelinek
- Klein Stuart, bei Elwyn Brooks White